# 若杉天然林
若杉天然林（わかすぎてんねんりん）は、岡山県、鳥取県、兵庫県の県境付近にあり、標高950 - 1,200m付近に位置する天然林である。氷ノ山後山那岐山国定公園の特別保護地区になっており、現地では若杉原生林と呼称されている。
積雪時を除いて、いつでもハイキングや、バードウォッチングが楽しめ、ブナ、ミズナラなど約200種の植物があり、3km、5kmの遊歩道が整備されている。
岡山県吉井川の支流である吉野川の源流でもあり、1986年（昭和61年）に、森林浴の森100選に選定される。

## 交通
- 自家用車中国自動車道佐用ICから国道373号を経由45分。
- 智頭急行あわくら温泉駅からタクシーで15分。

　　　　(注)バス路線はなくタクシーも1社のみ

## 所在地
- 岡山県西粟倉村

## 周辺名所
- 若杉渓谷
- 志戸坂峠
- 駒の尾山　後山